# Offerman
Offerman és una població dels Estats Units a l'estat de Geòrgia. Segons el cens del 2000 tenia 403 habitants.

## Demografia
Segons el cens del 2000, Offerman tenia 403 habitants, 160 habitatges, i 119 famílies. La densitat de població era de 49,6 habitants/km².
Dels 160 habitatges en un 32,5% hi vivien nens de menys de 18 anys, en un 58,1% hi vivien parelles casades, en un 11,9% dones solteres, i en un 25,6% no eren unitats familiars. En el 23,8% dels habitatges hi vivien persones soles el 8,8% de les quals corresponia a persones de 65 anys o més que vivien soles. El nombre mitjà de persones vivint en cada habitatge era de 2,52 i el nombre mitjà de persones que vivien en cada família era de 2,97.
Per edats la població es repartia de la següent manera: un 25,1% tenia menys de 18 anys, un 9,2% entre 18 i 24, un 29,5% entre 25 i 44, un 24,3% de 45 a 60 i un 11,9% 65 anys o més.
L'edat mediana era de 37 anys. Per cada 100 dones de 18 o més anys hi havia 86,4 homes.
La renda mediana per habitatge era de 26.429 $ i la renda mediana per família de 31.875 $. Els homes tenien una renda mediana de 28.750 $ mentre que les dones 21.389 $. La renda per capita de la població era d'11.393 $. Entorn del 18,6% de les famílies i el 21,6% de la població estaven per davall del llindar de pobresa.

## Poblacions més properes
El següent diagrama mostra les poblacions més properes.